# Заречье (Дмитров)
Заречье — исторический район в западной части города Дмитрова Московской области. Бывшая Конюшенная слобода Конюшенного приказа.

## Расположение
Заречье расположено за каналом имени Москвы. До постройки канала в 1937 году располагался за рекой Яхрома. Имеется автобусная остановка Заречье. 
Находится на исторической трассе Дмитров — Рогачёво — Клин (улицы Старо-Рогачёвская, Ново-Рогачёвския, Рогачёвский мост). 
На востоке через канал граничит с историческим центром Дмитрова, а также микрорайонами: Маркова, Аверьянова. К микрорайону примыкает с юго-запада городское кладбище «Красная горка» с Всехсвятской церковью. На западе располагается деревня Настасьино, на севере — посёлок опытного хозяйства центральной торфо-болотной опытной станции.

## История

### Конюшенная слобода
Конюшенная слобода с приходской Введенской церковью располагалась на речке Клюсовке и за рекой Яхромой. Большая Конюшенная слобода формируется ещё при удельных дмитровских князьях. Конюшенная дворцовая слобода обеспечивала содержание конюшен, отсюда и получает своё название.
В XVII веке с сёл Конюшенного приказа шло обеспечение деньгами и натурой царских конюшен. В слободе были свои выборные и староста, которые отвечали за яхромские луга, принадлежащие дворцовому приказу.
В начале XVII века слобода вместе с Дмитровом переживает Литовское разорение. На 1624 год в Конюшенной слободе числится 50 дворов полных и 22 пустых дворов.
Первое упоминание о деревянной обветшавшей церкви в слободе относится к 1625 году.
По переписной книге 1646 года в большой Конюшенной слободе числятся 42 двора с 124 людьми, из них 1 двор стоит пустой (полное описание о слободе в выписной книге не сохранилось).
В XVIII веке Конюшенная слобода входит состав Дмитрова.

### Заречье

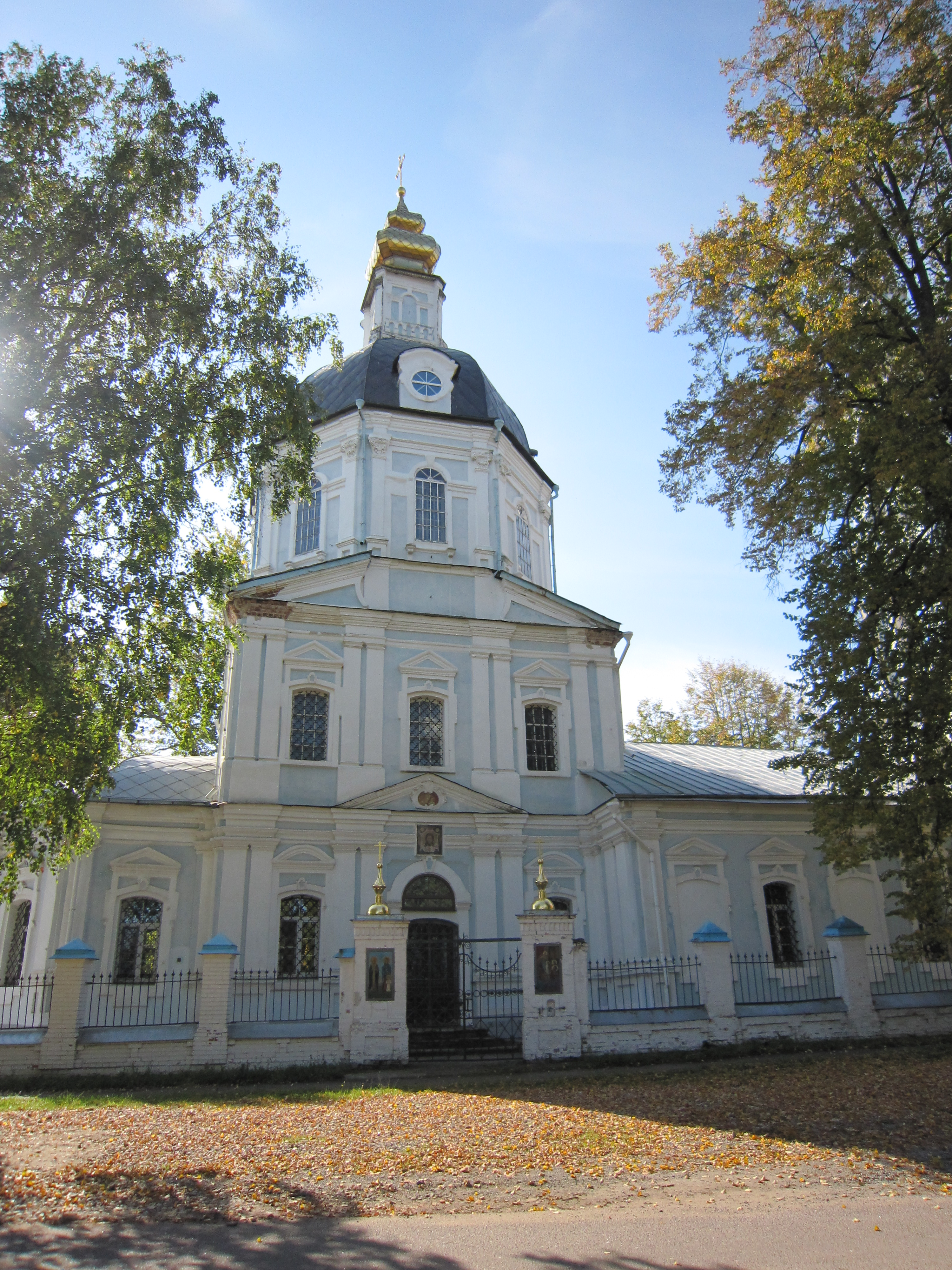
Введенская церковь Конюшенной слободы

После присоединения к городу, бывшая слобода формируется как заречная часть города, связанная с городом Рогачёвским мостом через Яхрому.
Дмитров занимал важное торговое положение в регионе, в заречье появляются дома купцов, торговцев хлебом. 
В 1765 году возводится каменная Введенская церковь, крупные денежные пожертвования на строительство вносят дмитровские купцы.
Ранее в Заречье располагалась усадьба хлеботорговцев Толчёновых, купцов первой гильдии А. И. и И. А. Толчёновых. От неё сохранился дом (1785—1788, возможно, по проекту Н. П. Осипова), флигель (1774) и остатки сада.
Усадьба была продана в 1796 году купцу первой гильдии И. А. Тугаринову (отчего стала известна как «Тугаринов дом»). В 1840-х годах принадлежала М. А. Архангельской, после пришла в упадок, была перестроена, однако в 1968—1974 годах дом и флигель восстановлены в первоначальном виде под руководством Л. А. Беловой. В окрестностях усадьбы расположена построенная Тугариновым в первой четверти XIX века богадельня. В здании сейчас располагается автошкола «ДОСААФ».
Одним из наиболее ранних образцов сохранившейся жилой каменной застройки является двухэтажный дом купца Титова в стиле классицизма, сейчас находится между рекой Яхрома и каналом. Был уже показан на плане Дмитрова 1800 года. Во второй половине XIX века дом принадлежал городскому голове А. П. Емельянову. В начале XX века в нём располагалось городское училище, в советское время — школа № 4. Сейчас в нём располагается Дмитровский социально-реабилитационный центр для несовершеннолетних «Остров надежды».
Река Яхрома до постройки канала имени Москвы ограничивала территорию с востока.

### Филиал ВНИИГиМ

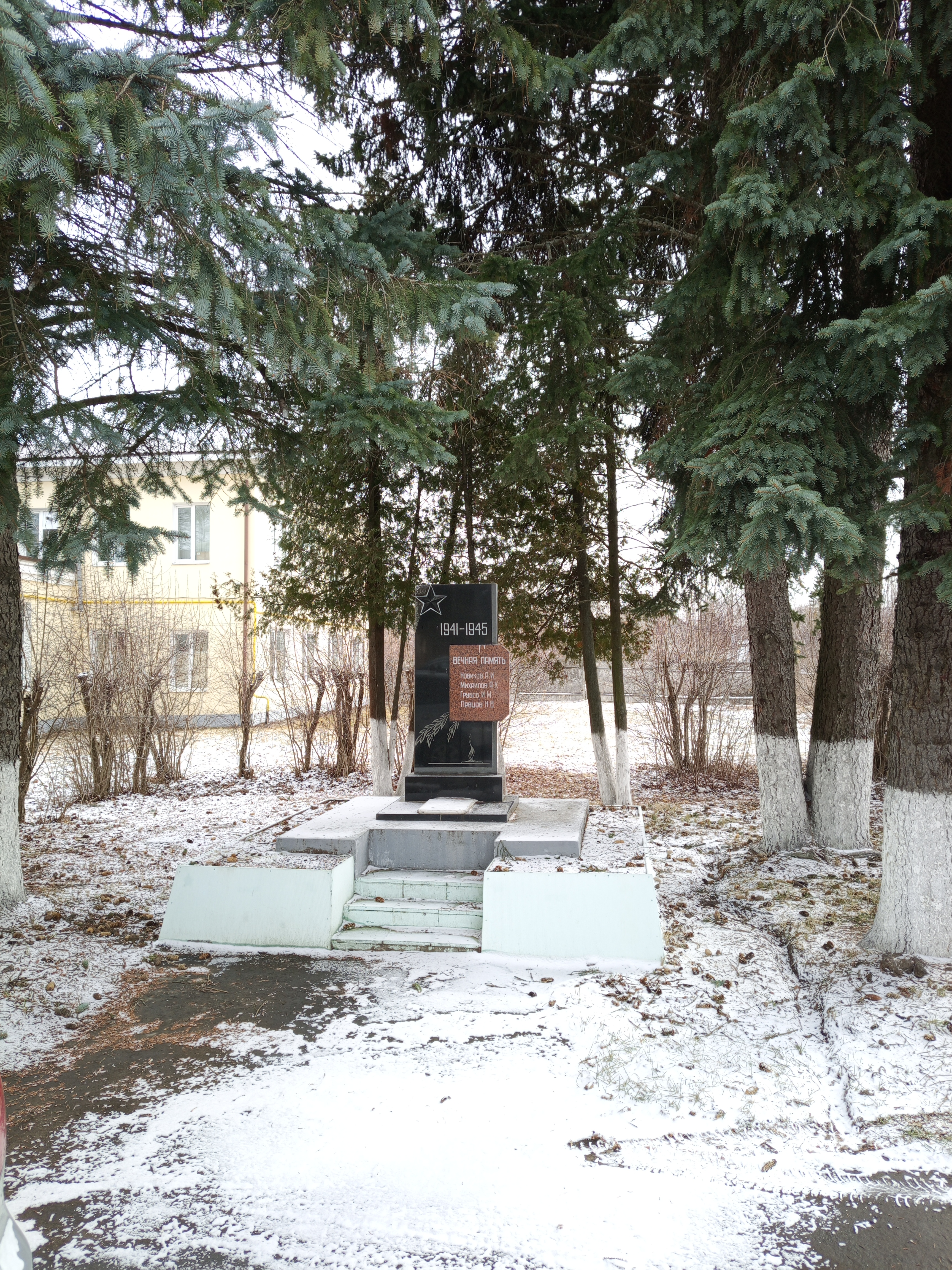
Памятник погибшим филиала ВНИИГиМ в годы ВОВ возле административного здания

В 1915 году был основан Кончининский опытный участок в Дмитровском уезде Московской губернии. В 1919 году он был преобразован в Яхромское болотное опытное поле. В 1932 году Яхромское болотно-опытное поле было преобразовано в Московскую опытную болотную станцию (МОБОС). Московская опытная болотная станция, расположенная на Яхроме, доказала, что на бывших болотах можно получать рекордные урожаи овощей.
В 1937 году на окраине Дмитрова на Яхромской пойме разместился Дмитровский опорный пункт ВНИИГиМ (мелиорация поймы). 
Возле административного здания предприятия находится военный памятник работникам филиала ВНИИГиМ, погибшим в годы Великой Отечественной войны.

### Строительство канала имени Москвы. Индустриальный период

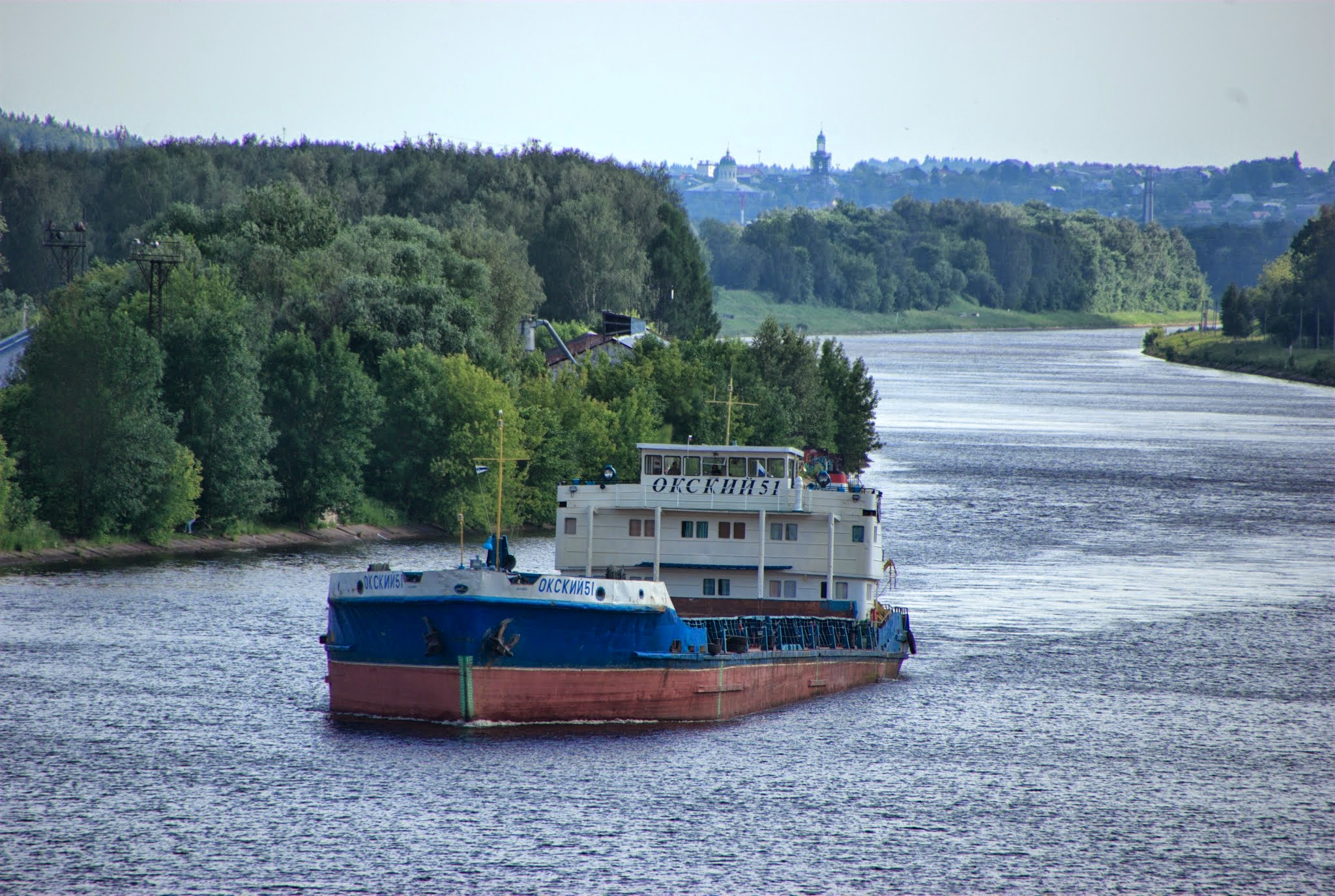
Канал имени Москвы, разделивший Дмитров

В 1933 — 1937 годах силами заключённых строится канал Волга—Москва для водоснабжения Москвы. Для стройки формируется Дмитлаг, управление которого располагается в Борисоглебском монастыре Дмитрова.
Канал прошёл прямо по территории Дмитрова. Новое русло реки Яхромы было перенесено западнее прямо по бывшей Конюшенной слободе. Переносятся дома с трассы постройки в Горьковский посёлок и часть в Заречье. Погибших заключённых было много, закапывали их прямо по берегам канала. 
Строится железобетонный двухполосный мост через канал и мост попроще через новое русло Яхромы.
Строительство канала послужило началом индустриализации Дмитрова. Развитие города переходит на восточную часть реки Яхромы (канала). Заречье сохраняется как частный сектор города, отделённое каналом.

### Военное время

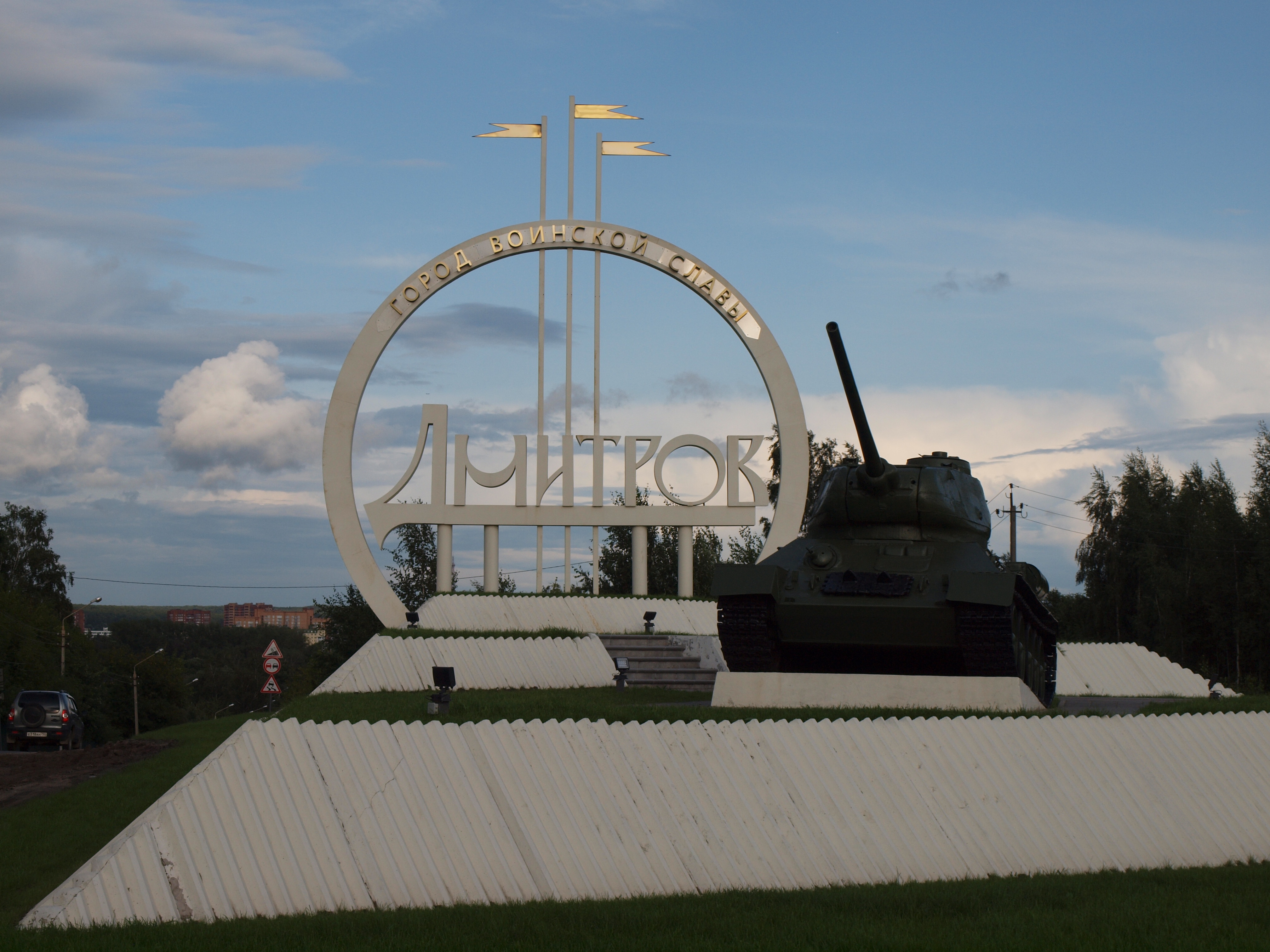
Памятник танку Т-34

Во время 2 Мировой войны Заречье подвергалось артиллерийскому обстрелу со стороны немецко-фашистских войск, располагающихся в 1 км от города на Волдынской горе. На колокольне имелся дозорный пункт советских войск. Жители прятались от снарядов в здании Введенской церкви. 5 декабря 1941 года во время обстрела один из снарядов попал внутрь церкви и разорвался. Жертвами стали 11 человек, похоронены они были в 2-х братских могилах около церкви.
В 2001 году, в связи с реконструкцией Советской площади Дмитрова, оттуда был перенесён  памятник танку Т-34. Памятник был установлен на Красной горке на автомобильной развязке при въезде в Дмитров с запада.

### Послевоенное время. Современное состояние

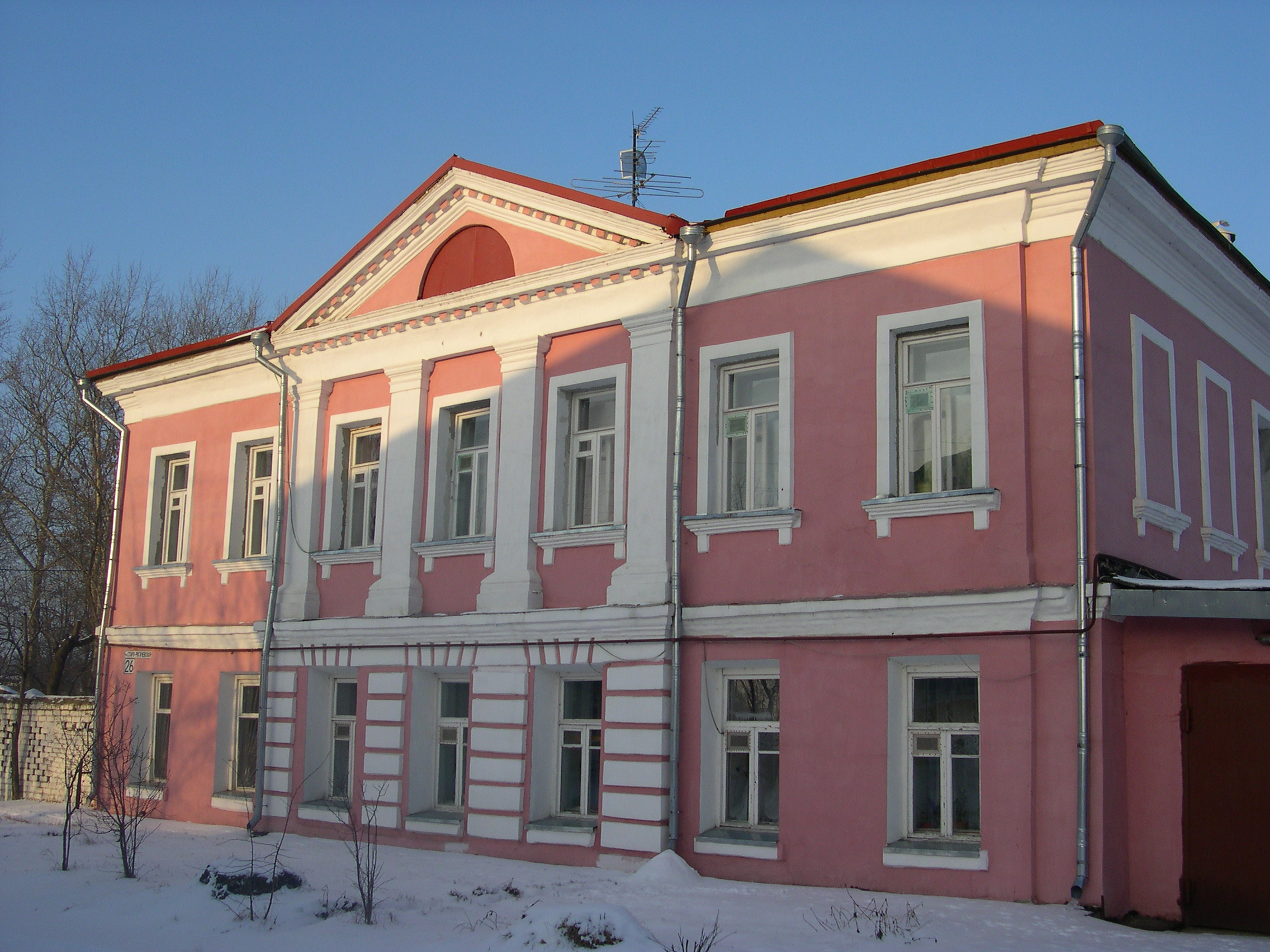
Здание богадельни И. А. Тугаринова, начало XIX века

В северной части Заречья в 1967 году Дмитровским опорным пунктом  ("1968" выложено на кирпичном здании)  ВНИИГиМ расширение инженерной базы и инфраструктуры. Строительство новых объектов: столовая, административно-лабораторное здание, котельная, новый механический цех и др. Для специалистов строительство (по улице Опорный проезд) 2-х жилых домов. Таким образом, часть Заречья становится похожим по застройке на рабочий посёлок.
В 2000-х годах территория  филиала ВНИИГиМ(института Гидромелиоралии) продаётся, новыми хозяевами в зданиях создаётся индустриально-складской комплекс «Парк Ниагара». В 2010-х годах выделяется сельскохозяйственная земля опытных полей (Яхромской поймы) под застройку складами и производственными предприятиями.
Сейчас в здании бывшей котельной организации находится клуб «Котёл».
В Заречье сохранилась старинная частная деревянная застройка Дмитрова, бывшие купеческие каменные дома: усадьбы Толчёновых, богадельня Тугаринова, дом Титова. Можно наблюдать реку Яхрому с набережной, ранее протекающую через город. Располагается каменная Введенская церковь 1766 года постройки, бывший центр Конюшенной слободы. Название Старорогачёвской улицы говорит о прежнем расположении Клинской (Рогачёвской) дороги.
Рогачёвская улица перегружена транспортным потоком, так как является основной дорогой из Дмитрова в западном направлении через канал по двухполосному мосту.

## Учреждения и организации
- Дмитровский социально-реабилитационный центр для несовершеннолетних «Остров надежды»  Архивная копия от 14 марта 2022 на Wayback Machine
- Индустриальный и торгово-складской парк «Ниагара»  Архивная копия от 12 января 2020 на Wayback Machine
- Клуб «Котёл»
- Автошкола «ДОСААФ»

## Улицы Заречья
- НовоРогачёвская
- Старорогачёвская (бывшая Клинская)
- Малорогачёвская
- Каменный проезд, Каменный переулок
- Опорный проезд
- Борок, Конюшенный переулок
- 1-й, 2-й Ревякинский переулок
- 1-я, 2-я Левобережная улица
- Правонабережная и др.